# Ebbe Schwartz
Ebbe Schwartz (Skagen, 1901. május 3. – Honolulu, Waikiki Beach, 1964. október 19.) dán sportvezető, az UEFA első elnöke.

## Sportvezetőként
1913-tól 1964-ig Dániában, Koppenhágában a dán futball egyik meghatározó személye. A második világháborút követően pénztáros, majd 1950-től a Dán labdarúgó-szövetség (DBU) elnöke.
Az UEFA-t 1954. június 15-én alapították a svájci Bázelban, a francia, az olasz és a belga labdarúgó szövetségek megbeszélése eredményeként. A szervezet első főtitkára Henri Delaunay volt, első elnöke pedig Ebbe Schwartz (1954-1962). Őt a svájci Gustav Wiederkehr váltotta másodikként ebben a pozícióban. (1962-1964) között a Nemzetközi Labdarúgó-szövetség Végrehajtó Bizottságának tagja, alelnöke.